# Người
Người, con người, loài người hay nhân loại (danh pháp khoa học: Homo sapiens hay Homo sapiens sapiens, nghĩa đen: người tinh khôn) là loài linh trưởng đông đảo và lan rộng nhất. Người có hai đặc trưng cơ bản là đi đứng bằng hai chân và bộ não lớn phức tạp; những đặc điểm cho phép họ phát triển công cụ, văn hóa và ngôn ngữ tiên tiến. Người là động vật có tính xã hội cao, có xu hướng sống trong các cơ cấu xã hội phức tạp theo quan hệ hợp tác hoặc cạnh tranh; chẳng hạn như gia đình, thân tộc, nhà nước hoặc dân tộc. Tương tác xã hội giữa người với người đã thiết lập các khái niệm như đạo đức, chuẩn mực xã hội và nghi lễ; những giá trị đã góp phần kiến thiết và củng cố xã hội của họ. Trí tò mò muốn thấu hiểu và lý giải các hiện tượng tự nhiên, cùng với khát khao muốn ảnh hưởng và chế ngự các hiện tượng đó, đã thúc đẩy con người phát triển khoa học, triết học, thần thoại, tôn giáo và nhiều lĩnh vực khác.
Mặc dù nhiều nhà khoa học sử dụng danh từ con người để chỉ toàn bộ các loài thuộc chi Homo; song trong lời nói thường nhật, người ta dùng từ con người đơn thuần để chỉ Homo sapiens, thành viên Homo duy nhất còn sót lại. Người hiện đại về mặt giải phẫu (anatomically modern humans) bắt nguồn từ châu Phi cách đây khoảng 300.000 năm, tiến hóa từ tổ tiên Homo heidelbergensis hoặc từ một loài tương tự nào đó, rồi di cư ra khỏi Châu Phi và dần thay thế các quần thể người cổ xưa trên khắp thế giới. Suốt phần lớn lịch sử nhân loại, con người hầu như chỉ sống theo lối du mục và săn bắn hái lượm. Mầm mống hành vi hiện đại ở người xuất hiện cách đây khoảng 160.000-60.000 năm. Cách mạng Đá mới nở rộ ở Tây Nam Á khoảng 13.000 năm trước (rồi nối tiếp ở các nơi khác) đã chứng kiến sự khai sinh của nền nông nghiệp, kèm theo các khu định cư đồ sộ do con người xây dựng. Vì dân số ngày một tăng và lương thực ngày một dư thừa, nhà nước đã ra đời trong lòng và giữa các cộng đồng người, kiến tạo nền móng của các nền văn minh, trỗi dậy và suy vong theo thời gian. Hiện nay, loài người vẫn đang tiếp tục sinh sôi nảy nở và dân số của họ đã cán mốc 8 tỉ vào năm 2022.
Các yếu tố di truyền hoặc môi trường có thể gây nên biến thiên sinh học ở ngoại hình, sinh lý, độ nhạy cảm với bệnh tật, khả năng tâm thần, kích thước cơ thể và tuổi thọ của con người. Mặc dù các tộc người thường có vẻ ngoài khá khác biệt, song nếu ta so sánh gen của hai cá nhân bất kỳ thì sẽ thấy họ giống nhau về mặt di truyền đến 99%. Loài người bộc lộ dị hình giới tính tương đối rõ rệt: nhìn chung nam giới có sức mạnh cơ thể lớn hơn, còn nữ giới có tỉ lệ mỡ cơ thể cao hơn. Đến tuổi dậy thì, con người bắt đầu phát triển các đặc điểm giới tính thứ cấp. Phụ nữ (tức con người giống cái đã trưởng thành) có khả năng mang thai, rồi mãn kinh và vô sinh vào khoảng 50 tuổi.
Con người là loài ăn tạp, có thể tiêu thụ nhiều loại động thực vật. Họ biết sử dụng lửa hoặc khai thác các dạng nhiệt năng để chế biến và nấu chín thức ăn; kỹ thuật được kế thừa từ thời H. erectus. Trung bình con người có thể nhịn đói đến 8 tuần nhưng chỉ có thể nhịn uống khoảng 3-4 ngày. Con người là sinh vật ban ngày, ngủ trung bình 7-9 tiếng mỗi ngày. Việc sinh nở ở người tương đối nguy hiểm, tiềm tàng nguy cơ biến chứng hoặc thậm chí tử vong. Thông thường, cả người mẹ lẫn người cha đều tham gia vào việc nuôi dưỡng con trẻ.
Vỏ não trước trán của con người, tức phân khu não bộ đảm nhận chức năng nhận thức bậc cao, rất lớn và phát triển. Họ rất thông minh, có khả năng ghi nhớ từng hồi (episodic memory), có nét mặt biểu cảm linh hoạt, có sự tự nhận thức và lý thuyết tâm trí (theory of mind). Trí óc con người có khả năng nội quan, suy tư, tưởng tượng, tự ý chí hành động và hình thành thế giới quan về tồn tại. Những ưu điểm kể trên đã cho phép con người đạt được những thành tựu công nghệ phức tạp thông qua lý tính và sự truyền tải kiến thức cho các thế hệ tương lai. Ngôn ngữ, nghệ thuật và thương nghiệp là những thứ tạo nên căn tính con người. Các tuyến thương mại đường dài có lẽ đã góp phần tạo nên sự bùng nổ văn hóa và sự phân phối tài nguyên có lợi cho con người; một ưu thế vô cùng lớn khi so với những sinh vật khác.

## Định nghĩa và từ nguyên
Tất cả con người hiện đại đều thuộc loài Homo sapiens, danh pháp khoa học mà được Carl Linnaeus đặt ra trong tác phẩm Systema Naturae thế kỷ thứ 18. Danh từ chung "Homo" là một từ mượn học được (learned borrowing) thế kỷ 18 từ homō của tiếng Latinh, dùng để chỉ con người bất kể giới tính. Danh từ con người có thể dùng để chỉ tất cả các loài thuộc chi Homo, song người ta thường dùng từ này để đề cập đến riêng Homo sapiens, loài Homo duy nhất còn tồn tại. Cái tên "Homo sapiens" có nghĩa là 'người tinh khôn' hoặc 'người thông minh'. Hiện có ý kiến cho rằng một số giống người cổ, đơn cử như người Neanderthal, chính là những phân loài của H. sapiens.
Trong tiếng Việt, từ người đồng nguyên với nhiều từ chỉ người trong các ngôn ngữ Nam Á khác, chẳng hạn như ngài tiếng Mường, bơngai tiếng Bahnar và ngai tiếng Pacoh. Năm 2006, nhà ngôn ngữ học Harry Shorto phục nguyên từ chỉ người ở dạng Môn-Khmer nguyên thủy là *[m]ŋaaj.
Trong tiếng Anh, human là một từ tiếng Anh trung đại được mượn từ humain của tiếng Pháp cổ, rốt cuộc bắt nguồn từ dạng tính từ của homō là hūmānus tiếng Latinh. Từ bản xứ chỉ người trong tiếng Anh là man. Ngoài ra người ta còn dùng từ này để chỉ hai giới, song trong tiếng Anh hiện đại thì nó chỉ riêng đàn ông. Từ man bắt nguồn từ dạng *mann của tiếng Tây-Germanic nguyên thủy, truy gốc xa hơn nữa thì từ căn tố *mon- hoặc *men- của tiếng Ấn-Âu nguyên thủy.

## Tiến hóa
Con người là một loài vượn lớn thuộc liên họ Hominoidea. Dòng dõi vượn phái sinh con người lần lượt tách khỏi dòng dõi vượn nhỏ (họ Hylobatidae), dòng dõi đười ươi (chi Pongo), dòng dõi khỉ đột (chi Gorilla), rồi cuối cùng tách khỏi dòng dõi tinh tinh (chi Pan). Lần phân tách cuối cùng giữa dòng dõi người và tinh tinh diễn ra vào khoảng 8–4 triệu năm trước vào cuối thế Miocen. Tại lần phân tách đó, hai nhiễm sắc thể đã kết hợp với nhau để tạo thành nhiễm sắc thể số 2, điều mà giúp lý giải số lượng 23 cặp nhiễm sắc thể ở người chứ không phải 24 như ở các loài vượn khác. Sau đó, tông Người tiếp tục đa dạng hóa thành nhiều loài khác nhau và tách thành ít nhất hai chi riêng biệt. Tuy vậy, tất cả những nhánh đó đều đã bị tuyệt diệt, khiến H. sapiens là chủng người duy nhất còn sót lại.
|  | Pongo abelii                                                           |
|  |                                                                        |
|  | \| \| Pongo tapanuliensis \| \| \| \| \| \| Pongo pygmaeus \| \| \| \| |
|  |                                                                        |
|  | Pongo tapanuliensis                                                    |
|  |                                                                        |
|  | Pongo pygmaeus                                                         |
|  |                                                                        |

|  | Pongo tapanuliensis |
|  |                     |
|  | Pongo pygmaeus      |
|  |                     |

|  | Pongo abelii                                                           |
|  |                                                                        |
|  | \| \| Pongo tapanuliensis \| \| \| \| \| \| Pongo pygmaeus \| \| \| \| |
|  |                                                                        |
|  | Pongo tapanuliensis                                                    |
|  |                                                                        |
|  | Pongo pygmaeus                                                         |
|  |                                                                        |

|  | Pongo tapanuliensis |
|  |                     |
|  | Pongo pygmaeus      |
|  |                     |

| Gorilla (khỉ đột) | \| \| Gorilla gorilla \| \| \| \| \| \| Gorilla beringei \| \| \| \| |
|                   | \| \| Gorilla gorilla \| \| \| \| \| \| Gorilla beringei \| \| \| \| |
|                   | Gorilla gorilla                                                      |
|                   |                                                                      |
|                   | Gorilla beringei                                                     |
|                   |                                                                      |

|  | Gorilla gorilla  |
|  |                  |
|  | Gorilla beringei |
|  |                  |

| Pan (tinh tinh) | \| \| Pan troglodytes \| \| \| \| \| \| Pan paniscus \| \| \| \| |
|                 | \| \| Pan troglodytes \| \| \| \| \| \| Pan paniscus \| \| \| \| |
|                 | Pan troglodytes                                                  |
|                 |                                                                  |
|                 | Pan paniscus                                                     |
|                 |                                                                  |

|  | Pan troglodytes |
|  |                 |
|  | Pan paniscus    |
|  |                 |

| Hominina (phân tông Người) | Homo sapiens (con người) |
|                            | Homo sapiens (con người) |

| Pan (tinh tinh) | \| \| Pan troglodytes \| \| \| \| \| \| Pan paniscus \| \| \| \| |
|                 | \| \| Pan troglodytes \| \| \| \| \| \| Pan paniscus \| \| \| \| |
|                 | Pan troglodytes                                                  |
|                 |                                                                  |
|                 | Pan paniscus                                                     |
|                 |                                                                  |

|  | Pan troglodytes |
|  |                 |
|  | Pan paniscus    |
|  |                 |

| Hominina (phân tông Người) | Homo sapiens (con người) |
|                            | Homo sapiens (con người) |

| Gorilla (khỉ đột) | \| \| Gorilla gorilla \| \| \| \| \| \| Gorilla beringei \| \| \| \| |
|                   | \| \| Gorilla gorilla \| \| \| \| \| \| Gorilla beringei \| \| \| \| |
|                   | Gorilla gorilla                                                      |
|                   |                                                                      |
|                   | Gorilla beringei                                                     |
|                   |                                                                      |

|  | Gorilla gorilla  |
|  |                  |
|  | Gorilla beringei |
|  |                  |

| Pan (tinh tinh) | \| \| Pan troglodytes \| \| \| \| \| \| Pan paniscus \| \| \| \| |
|                 | \| \| Pan troglodytes \| \| \| \| \| \| Pan paniscus \| \| \| \| |
|                 | Pan troglodytes                                                  |
|                 |                                                                  |
|                 | Pan paniscus                                                     |
|                 |                                                                  |

|  | Pan troglodytes |
|  |                 |
|  | Pan paniscus    |
|  |                 |

| Hominina (phân tông Người) | Homo sapiens (con người) |
|                            | Homo sapiens (con người) |

| Pan (tinh tinh) | \| \| Pan troglodytes \| \| \| \| \| \| Pan paniscus \| \| \| \| |
|                 | \| \| Pan troglodytes \| \| \| \| \| \| Pan paniscus \| \| \| \| |
|                 | Pan troglodytes                                                  |
|                 |                                                                  |
|                 | Pan paniscus                                                     |
|                 |                                                                  |

|  | Pan troglodytes |
|  |                 |
|  | Pan paniscus    |
|  |                 |

| Hominina (phân tông Người) | Homo sapiens (con người) |
|                            | Homo sapiens (con người) |

|  | Pongo abelii                                                           |
|  |                                                                        |
|  | \| \| Pongo tapanuliensis \| \| \| \| \| \| Pongo pygmaeus \| \| \| \| |
|  |                                                                        |
|  | Pongo tapanuliensis                                                    |
|  |                                                                        |
|  | Pongo pygmaeus                                                         |
|  |                                                                        |

|  | Pongo tapanuliensis |
|  |                     |
|  | Pongo pygmaeus      |
|  |                     |

|  | Pongo abelii                                                           |
|  |                                                                        |
|  | \| \| Pongo tapanuliensis \| \| \| \| \| \| Pongo pygmaeus \| \| \| \| |
|  |                                                                        |
|  | Pongo tapanuliensis                                                    |
|  |                                                                        |
|  | Pongo pygmaeus                                                         |
|  |                                                                        |

|  | Pongo tapanuliensis |
|  |                     |
|  | Pongo pygmaeus      |
|  |                     |

| Gorilla (khỉ đột) | \| \| Gorilla gorilla \| \| \| \| \| \| Gorilla beringei \| \| \| \| |
|                   | \| \| Gorilla gorilla \| \| \| \| \| \| Gorilla beringei \| \| \| \| |
|                   | Gorilla gorilla                                                      |
|                   |                                                                      |
|                   | Gorilla beringei                                                     |
|                   |                                                                      |

|  | Gorilla gorilla  |
|  |                  |
|  | Gorilla beringei |
|  |                  |

| Pan (tinh tinh) | \| \| Pan troglodytes \| \| \| \| \| \| Pan paniscus \| \| \| \| |
|                 | \| \| Pan troglodytes \| \| \| \| \| \| Pan paniscus \| \| \| \| |
|                 | Pan troglodytes                                                  |
|                 |                                                                  |
|                 | Pan paniscus                                                     |
|                 |                                                                  |

|  | Pan troglodytes |
|  |                 |
|  | Pan paniscus    |
|  |                 |

| Hominina (phân tông Người) | Homo sapiens (con người) |
|                            | Homo sapiens (con người) |

| Pan (tinh tinh) | \| \| Pan troglodytes \| \| \| \| \| \| Pan paniscus \| \| \| \| |
|                 | \| \| Pan troglodytes \| \| \| \| \| \| Pan paniscus \| \| \| \| |
|                 | Pan troglodytes                                                  |
|                 |                                                                  |
|                 | Pan paniscus                                                     |
|                 |                                                                  |

|  | Pan troglodytes |
|  |                 |
|  | Pan paniscus    |
|  |                 |

| Hominina (phân tông Người) | Homo sapiens (con người) |
|                            | Homo sapiens (con người) |

| Gorilla (khỉ đột) | \| \| Gorilla gorilla \| \| \| \| \| \| Gorilla beringei \| \| \| \| |
|                   | \| \| Gorilla gorilla \| \| \| \| \| \| Gorilla beringei \| \| \| \| |
|                   | Gorilla gorilla                                                      |
|                   |                                                                      |
|                   | Gorilla beringei                                                     |
|                   |                                                                      |

|  | Gorilla gorilla  |
|  |                  |
|  | Gorilla beringei |
|  |                  |

| Pan (tinh tinh) | \| \| Pan troglodytes \| \| \| \| \| \| Pan paniscus \| \| \| \| |
|                 | \| \| Pan troglodytes \| \| \| \| \| \| Pan paniscus \| \| \| \| |
|                 | Pan troglodytes                                                  |
|                 |                                                                  |
|                 | Pan paniscus                                                     |
|                 |                                                                  |

|  | Pan troglodytes |
|  |                 |
|  | Pan paniscus    |
|  |                 |

| Hominina (phân tông Người) | Homo sapiens (con người) |
|                            | Homo sapiens (con người) |

| Pan (tinh tinh) | \| \| Pan troglodytes \| \| \| \| \| \| Pan paniscus \| \| \| \| |
|                 | \| \| Pan troglodytes \| \| \| \| \| \| Pan paniscus \| \| \| \| |
|                 | Pan troglodytes                                                  |
|                 |                                                                  |
|                 | Pan paniscus                                                     |
|                 |                                                                  |

|  | Pan troglodytes |
|  |                 |
|  | Pan paniscus    |
|  |                 |

| Hominina (phân tông Người) | Homo sapiens (con người) |
|                            | Homo sapiens (con người) |

|  | Pongo abelii                                                           |
|  |                                                                        |
|  | \| \| Pongo tapanuliensis \| \| \| \| \| \| Pongo pygmaeus \| \| \| \| |
|  |                                                                        |
|  | Pongo tapanuliensis                                                    |
|  |                                                                        |
|  | Pongo pygmaeus                                                         |
|  |                                                                        |

|  | Pongo tapanuliensis |
|  |                     |
|  | Pongo pygmaeus      |
|  |                     |

|  | Pongo abelii                                                           |
|  |                                                                        |
|  | \| \| Pongo tapanuliensis \| \| \| \| \| \| Pongo pygmaeus \| \| \| \| |
|  |                                                                        |
|  | Pongo tapanuliensis                                                    |
|  |                                                                        |
|  | Pongo pygmaeus                                                         |
|  |                                                                        |

|  | Pongo tapanuliensis |
|  |                     |
|  | Pongo pygmaeus      |
|  |                     |

| Gorilla (khỉ đột) | \| \| Gorilla gorilla \| \| \| \| \| \| Gorilla beringei \| \| \| \| |
|                   | \| \| Gorilla gorilla \| \| \| \| \| \| Gorilla beringei \| \| \| \| |
|                   | Gorilla gorilla                                                      |
|                   |                                                                      |
|                   | Gorilla beringei                                                     |
|                   |                                                                      |

|  | Gorilla gorilla  |
|  |                  |
|  | Gorilla beringei |
|  |                  |

| Pan (tinh tinh) | \| \| Pan troglodytes \| \| \| \| \| \| Pan paniscus \| \| \| \| |
|                 | \| \| Pan troglodytes \| \| \| \| \| \| Pan paniscus \| \| \| \| |
|                 | Pan troglodytes                                                  |
|                 |                                                                  |
|                 | Pan paniscus                                                     |
|                 |                                                                  |

|  | Pan troglodytes |
|  |                 |
|  | Pan paniscus    |
|  |                 |

| Hominina (phân tông Người) | Homo sapiens (con người) |
|                            | Homo sapiens (con người) |

| Pan (tinh tinh) | \| \| Pan troglodytes \| \| \| \| \| \| Pan paniscus \| \| \| \| |
|                 | \| \| Pan troglodytes \| \| \| \| \| \| Pan paniscus \| \| \| \| |
|                 | Pan troglodytes                                                  |
|                 |                                                                  |
|                 | Pan paniscus                                                     |
|                 |                                                                  |

|  | Pan troglodytes |
|  |                 |
|  | Pan paniscus    |
|  |                 |

| Hominina (phân tông Người) | Homo sapiens (con người) |
|                            | Homo sapiens (con người) |

| Gorilla (khỉ đột) | \| \| Gorilla gorilla \| \| \| \| \| \| Gorilla beringei \| \| \| \| |
|                   | \| \| Gorilla gorilla \| \| \| \| \| \| Gorilla beringei \| \| \| \| |
|                   | Gorilla gorilla                                                      |
|                   |                                                                      |
|                   | Gorilla beringei                                                     |
|                   |                                                                      |

|  | Gorilla gorilla  |
|  |                  |
|  | Gorilla beringei |
|  |                  |

| Pan (tinh tinh) | \| \| Pan troglodytes \| \| \| \| \| \| Pan paniscus \| \| \| \| |
|                 | \| \| Pan troglodytes \| \| \| \| \| \| Pan paniscus \| \| \| \| |
|                 | Pan troglodytes                                                  |
|                 |                                                                  |
|                 | Pan paniscus                                                     |
|                 |                                                                  |

|  | Pan troglodytes |
|  |                 |
|  | Pan paniscus    |
|  |                 |

| Hominina (phân tông Người) | Homo sapiens (con người) |
|                            | Homo sapiens (con người) |

| Pan (tinh tinh) | \| \| Pan troglodytes \| \| \| \| \| \| Pan paniscus \| \| \| \| |
|                 | \| \| Pan troglodytes \| \| \| \| \| \| Pan paniscus \| \| \| \| |
|                 | Pan troglodytes                                                  |
|                 |                                                                  |
|                 | Pan paniscus                                                     |
|                 |                                                                  |

|  | Pan troglodytes |
|  |                 |
|  | Pan paniscus    |
|  |                 |

| Hominina (phân tông Người) | Homo sapiens (con người) |
|                            | Homo sapiens (con người) |

|  | Pongo abelii                                                           |
|  |                                                                        |
|  | \| \| Pongo tapanuliensis \| \| \| \| \| \| Pongo pygmaeus \| \| \| \| |
|  |                                                                        |
|  | Pongo tapanuliensis                                                    |
|  |                                                                        |
|  | Pongo pygmaeus                                                         |
|  |                                                                        |

|  | Pongo tapanuliensis |
|  |                     |
|  | Pongo pygmaeus      |
|  |                     |

|  | Pongo abelii                                                           |
|  |                                                                        |
|  | \| \| Pongo tapanuliensis \| \| \| \| \| \| Pongo pygmaeus \| \| \| \| |
|  |                                                                        |
|  | Pongo tapanuliensis                                                    |
|  |                                                                        |
|  | Pongo pygmaeus                                                         |
|  |                                                                        |

|  | Pongo tapanuliensis |
|  |                     |
|  | Pongo pygmaeus      |
|  |                     |

| Gorilla (khỉ đột) | \| \| Gorilla gorilla \| \| \| \| \| \| Gorilla beringei \| \| \| \| |
|                   | \| \| Gorilla gorilla \| \| \| \| \| \| Gorilla beringei \| \| \| \| |
|                   | Gorilla gorilla                                                      |
|                   |                                                                      |
|                   | Gorilla beringei                                                     |
|                   |                                                                      |

|  | Gorilla gorilla  |
|  |                  |
|  | Gorilla beringei |
|  |                  |

| Pan (tinh tinh) | \| \| Pan troglodytes \| \| \| \| \| \| Pan paniscus \| \| \| \| |
|                 | \| \| Pan troglodytes \| \| \| \| \| \| Pan paniscus \| \| \| \| |
|                 | Pan troglodytes                                                  |
|                 |                                                                  |
|                 | Pan paniscus                                                     |
|                 |                                                                  |

|  | Pan troglodytes |
|  |                 |
|  | Pan paniscus    |
|  |                 |

| Hominina (phân tông Người) | Homo sapiens (con người) |
|                            | Homo sapiens (con người) |

| Pan (tinh tinh) | \| \| Pan troglodytes \| \| \| \| \| \| Pan paniscus \| \| \| \| |
|                 | \| \| Pan troglodytes \| \| \| \| \| \| Pan paniscus \| \| \| \| |
|                 | Pan troglodytes                                                  |
|                 |                                                                  |
|                 | Pan paniscus                                                     |
|                 |                                                                  |

|  | Pan troglodytes |
|  |                 |
|  | Pan paniscus    |
|  |                 |

| Hominina (phân tông Người) | Homo sapiens (con người) |
|                            | Homo sapiens (con người) |

| Gorilla (khỉ đột) | \| \| Gorilla gorilla \| \| \| \| \| \| Gorilla beringei \| \| \| \| |
|                   | \| \| Gorilla gorilla \| \| \| \| \| \| Gorilla beringei \| \| \| \| |
|                   | Gorilla gorilla                                                      |
|                   |                                                                      |
|                   | Gorilla beringei                                                     |
|                   |                                                                      |

|  | Gorilla gorilla  |
|  |                  |
|  | Gorilla beringei |
|  |                  |

| Pan (tinh tinh) | \| \| Pan troglodytes \| \| \| \| \| \| Pan paniscus \| \| \| \| |
|                 | \| \| Pan troglodytes \| \| \| \| \| \| Pan paniscus \| \| \| \| |
|                 | Pan troglodytes                                                  |
|                 |                                                                  |
|                 | Pan paniscus                                                     |
|                 |                                                                  |

|  | Pan troglodytes |
|  |                 |
|  | Pan paniscus    |
|  |                 |

| Hominina (phân tông Người) | Homo sapiens (con người) |
|                            | Homo sapiens (con người) |

| Pan (tinh tinh) | \| \| Pan troglodytes \| \| \| \| \| \| Pan paniscus \| \| \| \| |
|                 | \| \| Pan troglodytes \| \| \| \| \| \| Pan paniscus \| \| \| \| |
|                 | Pan troglodytes                                                  |
|                 |                                                                  |
|                 | Pan paniscus                                                     |
|                 |                                                                  |

|  | Pan troglodytes |
|  |                 |
|  | Pan paniscus    |
|  |                 |

| Hominina (phân tông Người) | Homo sapiens (con người) |
|                            | Homo sapiens (con người) |

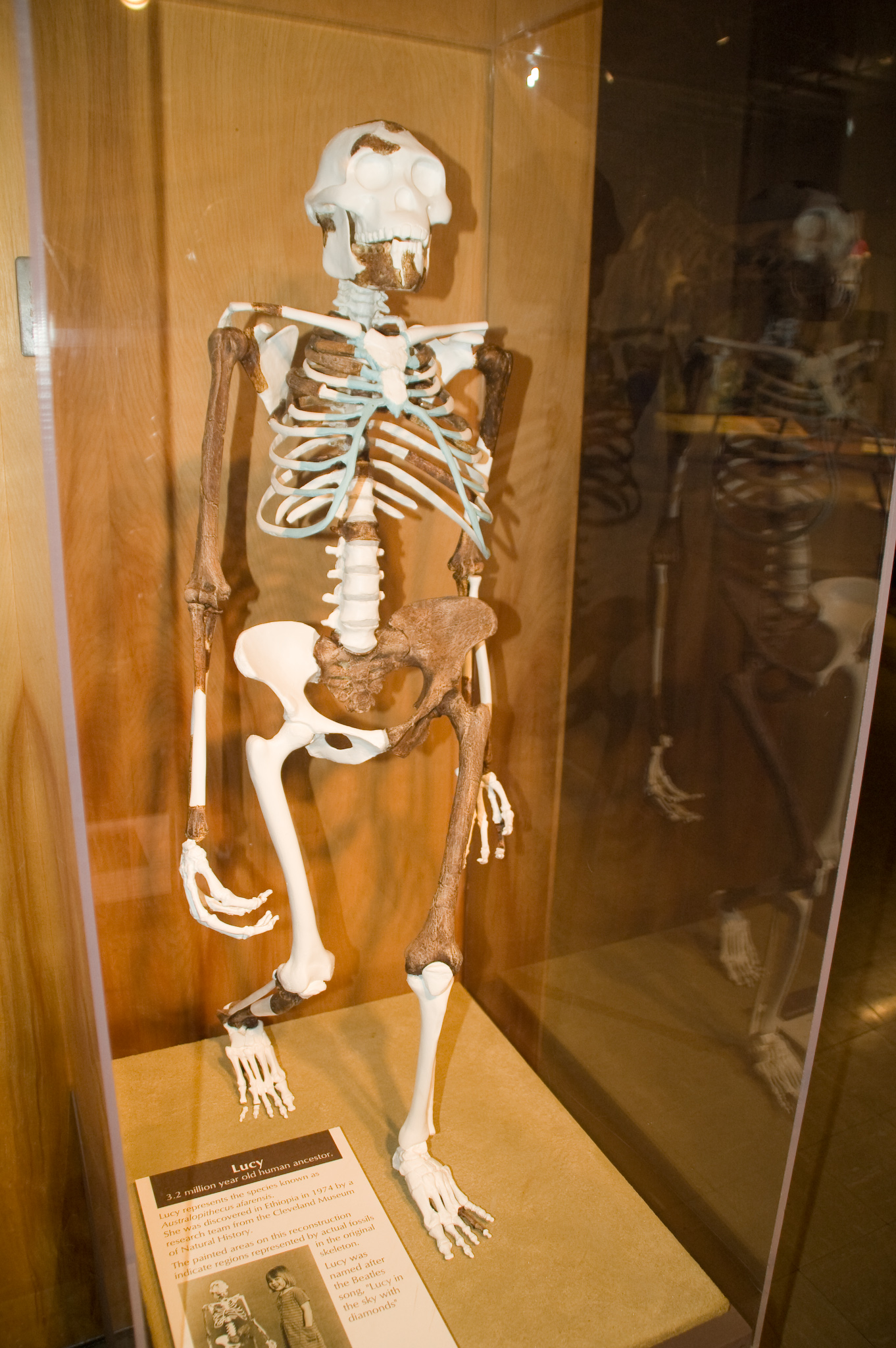
Phục dựng khung xương mẫu vật Lucy, hài cốt Australopithecus afarensis đầu tiên được phát hiện và khai quật

Chi Homo tiến hóa từ chi Australopithecus. Mặc dù các hóa thạch giai đoạn chuyển tiếp còn khá hiếm, những thành viên sơ kỳ của Homo chia sẻ rõ ràng một số điểm chung với Australopithecus. Hóa thạch cổ nhất của chi Homo là một hài cốt được khai quật từ Ethiopia mang mẫu hiệu LD 350-1 2,8 triệu năm tuổi. Các loài Homo cổ nhất hiện được công nhận là H. habilis và H. rudolfensis, tiến hóa cách đây 2,3 triệu năm. H. erectus (biến thể châu Phi của loài này đôi khi được gọi là H. ergaster) tiến hóa cách đây 2 triệu năm, là loài người cổ xưa đầu tiên rời khỏi châu Phi và phân tán khắp Á-Âu. Cấu trúc cơ thể của người hiện đại đã manh nha phát triển ở H. erectus. H. sapiens phái sinh trực tiếp từ H. heidelbergensis hoặc H. rhodesiensis vào khoảng 300.000 năm trước, hai chủng người mà chính là hậu duệ của quần thể H. erectus còn sót lại ở châu Phi. Sau đó H. sapiens dời khỏi quê nhà, thiên di khắp thế giới và thay thế các chủng người cổ khác. Hành vi hiện đại ở người xuất hiện vào khoảng 160.000-70.000 năm trước, hoặc có lẽ thậm chí sớm hơn thế.
Hiện các nhà khoa học xác định ít nhất hai đợt di cư độc lập "ra khỏi châu Phi": đợt đầu tiên diễn ra cách đây khoảng 130.000-100.000 năm và đợt thứ hai (phát tán về phương nam) diễn ra cách đây khoảng 70.000-50.000 năm. H. sapiens bành trướng tới mọi lục địa và đảo lớn, đặt chân đến Á-Âu khoảng 60.000 năm trước, đặt chân đến Úc khoảng 65.000 năm trước, sang được châu Mỹ khoảng 15.000 năm trước, rồi chinh phục quần đảo Hawaii, Đảo Phục Sinh, Madagascar và New Zealand giữa những năm 300-1280 Công Nguyên.
Bức tranh tiến hóa loài người không đơn thuần là sự diễn tiến tuyến tính hoặc phân tách, mà còn bao gồm cả sự giao phối qua lại giữa các chủng người khác nhau rất phức tạp. Nghiên cứu gen đã chứng tỏ sự lai tạp giữa các chủng người rất phổ biến trong quá trình tiến hóa lịch sử. Bằng chứng ADN chỉ ra rằng gen của người hiện đại ngoài châu Phi đều trộn lẫn một phần gen của người Neanderthal. Hơn nữa, các nhà di truyền học đã phát hiện người Neanderthal và các hominin khác, chẳng hạn như người Denisova, có lẽ đã đóng góp tới 6% bộ gen của họ vào bộ gen của người hiện nay.

## Lược sử

Tổng quan quá trình thiên di của loài người sơ khai vào khoảng hậu kỳ đá cũ, tiếp nối đợt phát tán về phương nam.

Suốt chiều dài lịch sử tồn tại cho đến khoảng 12.000 năm trước, con người hầu như chỉ gắn bó với lối sống săn bắt hái lượm. Bước đột phá khổng lồ của nhân loại 12.000 năm trước, được giới khảo cổ gọi là Cách mạng Đá mới cùng phát minh nông nghiệp, diễn ra lần đầu tiên tại Tây Nam Á và lan rộng khắp Cựu thế giới trong các thiên niên kỷ tiếp theo. Nhiều cuộc cách mạng nông nghiệp độc lập cũng diễn ra ở nhiều nơi trên thế giới sau đó: Trung Bộ châu Mỹ (khoảng 6.000 năm trước), Trung Quốc, Papua New Guinea, và khu vực Sahel-Tây Savanna thuộc Châu Phi. Nguồn lương thực dư thừa đã dẫn đến sự hình thành các khu định cư vĩnh viễn, tạo điều kiện cho con người thuần hóa động vật và áp dụng kim khí vào quá trình lao động sản xuất. Lối sống nông nghiệp định cư đã tạo lập phần móng để các nền văn minh của con người có chỗ phát triển.
Cuộc cách mạng đô thị vào thiên niên kỷ thứ 4 TCN đã chứng kiến sự phát triển của các thị quốc, tiểu biểu như những thành bang Lưỡng Hà kiến thiết bởi người Sumer. Chính tại những thành phố này vào khoảng năm 3000 TCN, con người đã sáng tạo ra dạng thức sớm nhất được biết của chữ viết gọi là chữ hình nêm. Hai nền văn minh phồn vinh tồn tại đồng thời với Lưỡng Hà là Ai Cập cổ đại và văn minh thung lũng sông Ấn. Những nền văn minh đó tiếp xúc nhau thông qua giao thương và phát minh những loại hình công nghệ cơ bản như bánh xe, công cụ cày và các mái buồm. Thiên văn học và toán học được khai sinh; Đại kim tự tháp Giza được người Ai Cập xây dựng. Bằng chứng khảo cổ học chỉ tới một đợt hạn hán nghiêm trọng kéo dài khoảng 1 thế kỷ là nguyên nhân suy tàn của các nền văn minh đó, song nhân loại vẫn tiếp tục tạo dựng những nền văn minh mới. Người Babylon nối gót người Sumer thống trị Lưỡng Hà, và những nền văn minh như văn hóa Porverty Point, văn minh Minos và nhà Thương nổi lên ở các khu vực mới. Vào khoảng năm 1200 TCN, nhiều nền văn minh đồ đồng ở Địa Trung Hải đột ngột sụp đổ và đơn cử tại Hy Lạp được tiếp nối bởi thời kỳ Đen tối. Giai đoạn chuyển tiếp hậu kỳ đồ đồng này đã mở ra thời kỳ đồ sắt trong lịch sử nhân loại.
Kể từ thế kỷ thứ 5 TCN, lịch sử bắt đầu được ghi chép thành văn, cung cấp cho hậu thế những cái nhìn rõ hơn về quá khứ. Giữa thế kỷ 8 và 6 TCN, châu Âu bước vào thời kỳ cổ đại Hy-La đặc trưng bởi hai nền văn minh Hy Lạp và La Mã cổ đại. Ở châu Mỹ, người Maya bắt đầu xây dựng các đô thị và phát minh các hệ lịch phức tạp; ở Châu Phi, vương quốc Aksum thôn tính vương quốc Kush trên đà sa sút rồi thiết lập thương mại giữa Ấn Độ và Địa Trung Hải; ở Tây Á, mô hình nhà nước tập trung của Đế quốc Ba Tư sẽ có ảnh hưởng rất lớn tới các nhà nước trong tương lai; ở châu Á, đế quốc Gupta thống trị Ấn Độ và nhà Hán của Trung Hoa phát triển rực rỡ.
Sau sự sụp đổ của đế quốc Tây La Mã vào năm 476, châu Âu bước vào thời kỳ Trung cổ. Trong thời kỳ này, Giáo hội Cơ Đốc đóng vai trò là trung tâm quyền lực của xã hội phong kiến châu Âu. Ở Trung Đông, Hồi giáo trở thành tôn giáo lớn nhất và được truyền bá sang Bắc Phi. Giai đoạn này là cột mốc vàng son của thế giới Hồi giáo với những thành tựu kiến trúc nổi bật, những mặc khải trong khoa học kỹ thuật, và sự hình thành bản sắc xã hội rất riêng biệt. Thế giới Cơ đốc giáo và Hồi giáo rốt cuộc va chạm với nhau: Vương quốc Anh, Vương quốc Pháp và Đế quốc La Mã thần thánh phát động hàng loạt cuộc thập tự chinh nhằm giành lại Đất Thánh từ tay người Hồi giáo. Ở châu Mỹ, các xã hội Mississippi phức tạp nở rộ vào khoảng năm 800 CN, trong khi xa hơn về phía nam, người Aztec và người Inca vươn lên kiến tạo những đế quốc đồ sộ. Tại Á-Âu vào thế kỷ 13-14, đế quốc Mông Cổ đã chinh phục được phần lớn thế giới. Cùng thời đó, Đế quốc Mali mở rộng cương vực đến mức cực đại ở Châu Phi, trải dài từ Senegambia đến Bờ Biển Ngà. Tại châu Đại Dương, đế quốc Tuʻi Tonga bành trướng và thiết lập bá quyền khắp Nam Thái Bình Dương.

## Môi trường sống và dân số
Các khu định cư sơ khai của con người thường lệ thuộc rất nhiều vào khoảng cách đến nguồn nước và các nguồn tài nguyên thiên nhiên cần thiết để duy trì sư sống, chẳng hạn như quần thể động vật mồi hoặc đất canh tác để trồng trọt và chăn thả gia súc. Con người hiện nay có khả năng thay đổi môi trường sống bằng nhiều phương pháp như công nghệ, thủy lợi, quy hoạch đô thị, xây dựng, phá rừng và sa mạc hóa. Song các khu định cư của họ vẫn dễ bị tổn hại trước thiên tai, nhất là những khu định cư có chất lượng cơ sở hạ tầng kém và tọa lạc tại vị trí địa lý nguy hiểm. Sự quần cư và thay đổi môi trường sống của con người thường được thực hiện với mục đích nhằm bảo hộ, tích lũy tiện nghi hoặc của cải vật chất, mở rộng nguồn thức ăn sẵn có, cải thiện thẩm mỹ, nâng cao kiến thức hoặc tăng cường trao đổi tài nguyên.
Con người là động vật dễ thích nghi mặc dù khả năng chịu đựng của họ đối với các môi trường khắc nghiệt trên Trái Đất không hề cao. Nhờ các công cụ tiên tiến, con người đã có thể tăng cường khả năng thích ứng với các mức nhiệt độ, độ ẩm và độ cao. Sở dĩ bởi vậy, con người đã trở thành loài toàn cầu có thể sống ở đủ kiểu môi trường như rừng mưa nhiệt đới, sa mạc khô cằn, vùng cực lạnh giá và các thành phố ô nhiễm nặng; trái lại, hầu hết sinh vật chỉ sống được trong một số khu vực địa lý nhất định bởi khả năng thích nghi hạn chế của chúng. Tuy nhiên, dân số loài người phân bố bất đồng đều trên bề mặt Trái Đất, biến động từ vùng này sang vùng khác, và vẫn tồn tại những khu vực rộng lớn gần như không có bóng người ở, ví dụ như Nam Cực và các vùng đại dương. Phần lớn dân số loài người (61%) phân bố ở Châu Á; phần còn lại phân bố giảm dần lần lượt ở Châu Mỹ (14%), Châu Phi (14%), Châu Âu (11%) và Châu Đại Dương (0,5%).
Trong vòng vài thế kỷ trở lại đây, con người đã khám phá những môi trường đầy thủ thách như Nam Cực, biển sâu và không gian vũ trụ. Sự cư trú của con người trong những môi trường thù địch này rất hạn chế và tốn kém, thường chỉ dành cho các sứ mệnh khoa học, quân sự hoặc công nghiệp.  Con người đã đổ bộ lên Mặt Trăng và sử dụng các loại tàu vũ trụ robot để nghiên cứu các thiên thể. Kể từ đầu thế kỷ 20, con người đã đặt các trạm nghiên cứu lâu dài ở Nam Cực, và kể từ năm 2000, thành lập Trạm Vũ trụ Quốc tế để cư trú trên không gian.

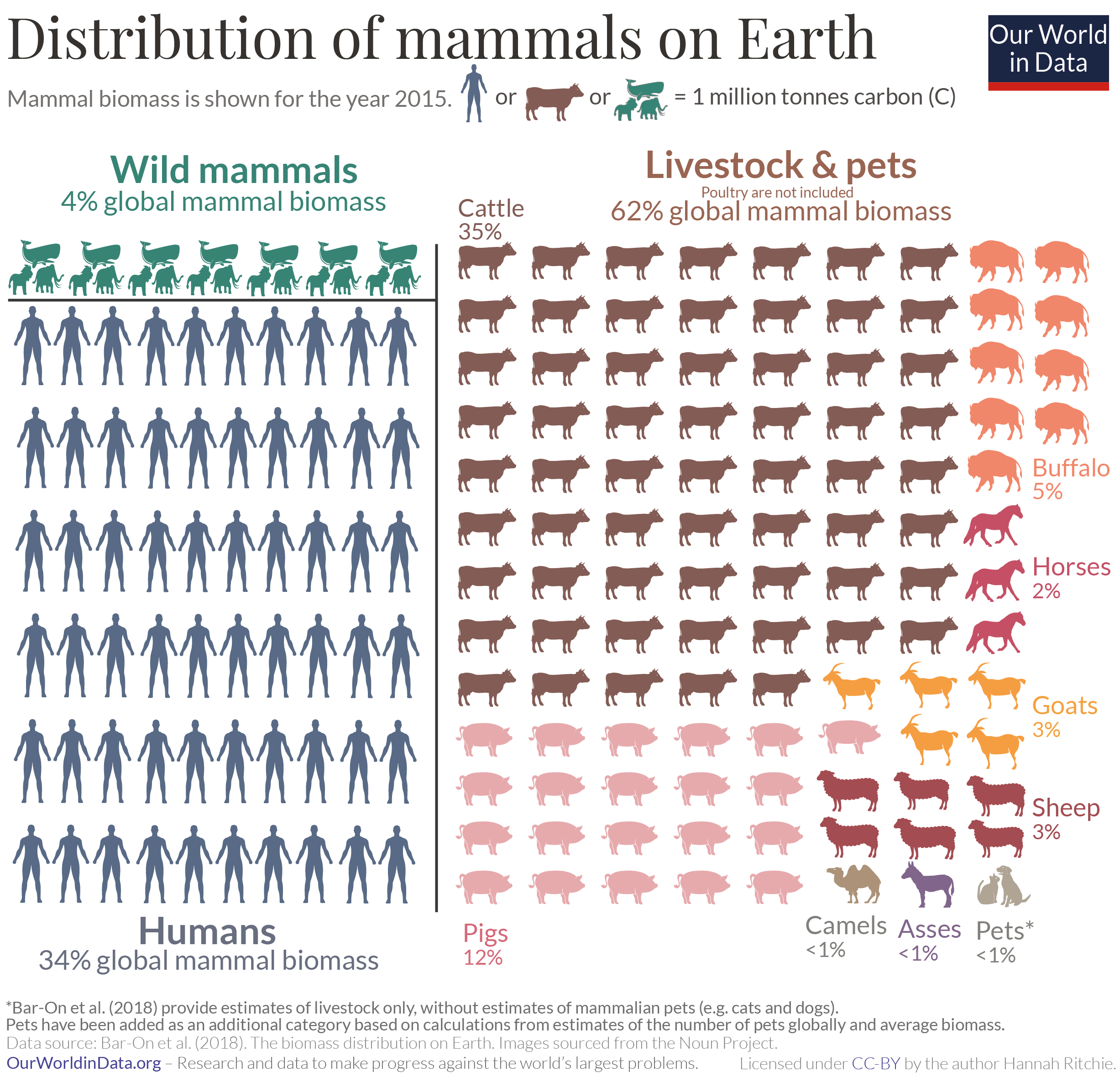
Con người và những giống loài được họ thuần hóa chiếm 96% tổng sinh khối của tất cả động vật có vú trên Trái Đất. Sinh khối những loài thú hoang dã chỉ chiếm vỏn vẹn 4% còn lại.

Dân số vào thời điểm nông nghiệp lần đầu xuất hiện (khoảng năm 10.000 TCN) được ước tính rơi vào khoảng từ 1 triệu đến 15 triệu người. Khoảng 50-60 triệu người sống trong lòng Đế chế La Mã thống nhất đông tây vào thế kỷ thứ 4 CN. Bệnh dịch hạch, lần đầu tiên được ghi nhận vào thế kỷ thứ 6 CN, đã tiêu diệt 50% dân số loài người. Nạn dịch kinh hoàng nhất phải kể đến đó là cái chết Đen, gây ra cái chết của 75–200 triệu người tính riêng ở Âu-Á và Bắc Phi. Dân số loài người có lẽ đã đạt ngưỡng 1 tỷ người vào năm 1800. Kể từ đó tăng trưởng theo cấp số nhân, đạt 2 tỷ người vào năm 1930 và 3 tỷ người vào năm 1960, 4 tỷ người vào năm 1975, 5 tỷ người vào năm 1987 và 6 tỷ người vào năm 1999. Dân số thế giới vượt ngưỡng 7 tỷ người vào năm 2011 và vào năm 2020 đã đạt 7,8 tỷ. Tổng sinh khối carbon của toàn thể loài người trên Trái đất vào năm 2018 được ước chừng ở mức 60 triệu tấn, gấp gần 10 lần sinh khối của tất cả các loài thú chưa được thuần hóa.
Năm 2018, 4,2 tỷ người (55%) sống tập trung tại các khu vực thành thị, hơn hẳn con số 751 triệu người vào năm 1950. Các khu vực đô thị hóa nhất lần lượt là Bắc Mỹ (82%), Mỹ Latinh (81%), Châu Âu (74%) và Châu Đại Dương (68%). Dân số Châu Phi và Châu Á chiếm gần 90% tổng số 3,4 tỷ người còn sống ở nông thôn trên toàn cầu. Người dân sống ở đô thị thường phải đối mặt với nhiều vấn đề chẳng hạn như ô nhiễm và tệ nạn xã hội, đặc biệt phổ biến ở các khu ổ chuột nội thành hoặc ngoại thành. Con người đã tác động một cách đáng kể đến môi trường xung quanh. Họ là loài đứng đầu chuỗi thức ăn, hiếm khi bị các loài khác săn mồi. Sự gia tăng dân số, công nghiệp hóa, khai khẩn đất đai, tiêu dùng quá mức và thải nhiên liệu hóa thạch đã tàn phá môi trường. Những vấn nạn đó là nguyên nhân khiến bao dạng sống khác bị đẩy đến bờ vực tuyệt chủng, và gây nên biến đổi khí hậu toàn cầu, rồi càng đẩy nhanh Tuyệt chủng Holocen.

## Sinh học

### Giải phẫu và sinh lý
Hầu hết các khía cạnh sinh lý người đều tương đồng với các khía cánh sinh lý động vật. Cơ thể con người bao gồm các phần chân, thân, tay, cổ và đầu. Cơ thể người trưởng thành được cấu thành bởi khoảng 100 nghìn tỷ tế bào. Những hệ thống sinh học tồn tại ở người bao gồm hệ thần kinh, hệ tuần hoàn, hệ tiêu hóa, hệ nội tiết, hệ miễn dịch, hệ vỏ bọc, hệ bạch huyết, hệ vận động, hệ sinh dục, hệ hô hấp và hệ tiết niệu. Công thức răng của con người là {\displaystyle {\tfrac {2.1.2.3}{2.1.2.3}}}. Con người có vòm miệng ngắn hơn và răng nhỏ hơn so với những linh trưởng khác. Con người là loài linh trưởng duy nhất có răng nanh ngắn và tương đối phẳng. Răng người có đặc trưng mọc khăng khít và những khoảng răng rụng thường sẽ được lấp nhanh chóng bởi răng mới ở những cá nhân trẻ tuổi. Răng hàm thứ ba (răng khôn) ở người đang dần tiêu biến, nhiều cá nhân thậm chí không có răng này khi sinh.
Giống tinh tinh, con người sở hữu nhiều vết tích tiến hóa như xương cùng, ruột thừa, khớp vai linh hoạt, các ngón tay nắm được và ngón cái đối nhau (tức có thể chĩa vuông góc với các ngón còn lại). Ngoài đi đứng bằng hai chân và kích thước não lớn, con người khác biệt với tinh tinh chủ yếu ở khứu giác, thính giác và khả năng tiêu hóa protein. Mặc dù con người có mật độ nang lông tương đương các loài vượn khác, song lông cơ thể ở người chủ yếu là lông tơ, ngắn và có phân bố thưa thớt. Con người có khoảng 2 triệu tuyến mồ hôi trên toàn bộ cơ thể, nhiều hơn so với tuyến mồ hôi rời rạc của tinh tinh, chủ yếu tập trung quanh lòng bàn tay/bàn chân.
Chiều cao trung bình của một nam giới trưởng thành rơi vào khoảng 171 cm (5 ft 7 in) và chiều cao trung bình của nữ giới trưởng thành rơi vào khoảng 159 cm (5 ft 3 in) (trên toàn cầu). Một số cá nhân bắt đầu suy giảm tầm vóc ở tuổi trung niên, song quá trình này thường diễn ra ở người già. Dân số loài người đang phổ quát cao lớn hơn, có vẻ là kết quả của chế độ dinh dưỡng, trình độ y tế và điều kiện sống tốt hơn. Khối lượng trung bình của một người trưởng thành là 59 kg (130 lb) đối với nữ và 77 kg (170 lb) đối với nam. Trọng lượng cơ thể và kiểu hình cơ thể chịu ảnh hưởng từ các yếu tố di truyền và môi trường, và khác nhau giữa từng cá nhân.
Con người có khả năng ném nhanh và chính xác hơn bất kỳ loài vật nào khác. Họ nằm trong số những loài vật chạy đường dài tốt nhất, song khá chậm chạp khi chạy ở cự ly ngắn. Lông mỏng và tuyến mồ hôi hiệu quả là những đặc điểm tiến hóa giúp con người tránh khỏi kiệt sức vì tăng thân nhiệt khi chạy đường dài.

### Di truyền

Kiểu nhân đồ cơ bản của con người, biểu thị các nhiễm sắc thể giới tính nam (XY) và nữ (XX).

Như hầu hết các động vật khác, con người là loài nhân thực lưỡng bội. Mỗi tế bào xôma sở hữu hai bộ 23 nhiễm sắc thể, mỗi bộ kế thừa từ bố hoặc mẹ; các giao tử chỉ sở hữu duy nhất một bộ nhiễm sắc thể trộn lẫn từ hai bộ nhiễm sắc thể bố mẹ. Trong số 23 cặp nhiễm sắc thể, 22 cặp là nhiễm sắc thể thường và 1 cặp là nhiễm sắc thể giới tính. Hệ thống định giới ở người là XY, trong đó nữ giới có nhiễm sắc thể giới tính XX và nam giới có nhiễm sắc thể giới tính XY. Di truyền và môi trường là hai yếu tố dẫn đến sự khác biệt sinh học ở thể trạng, sinh lý, nhạy cảm bệnh tật và khả năng tâm thần. Tuy nhiên ảnh hưởng của chúng đến sự bộc lộ tính trạng vẫn chưa được giới khoa học hiểu rõ.
Mặc dù không hai cá nhân nào giống hệt nhau về mặt di truyền (kể cả các cặp song sinh giống nhau như đúc), mức độ tương đồng di truyền ở hai cá nhân bất kỳ vẫn lên tới 99,5%-99,9%. Điều này cho thấy con người đồng nhất với nhau hơn hẳn các loài vượn lớn khác, bao gồm cả tinh tinh. Sự khác biệt ADN không đáng kể ở người chứng tỏ một sự kiện thắt cổ chai dân số từng xảy ra vào thế Canh Tân muộn (khoảng 100.000 năm trước). Chọn lọc tự nhiên liên tục gây áp lực lên các quần thể người, và ta có bằng chứng cho thấy bộ gen người ở một số vùng đã được chọn lọc định hướng suốt 15.000 năm qua.
Bộ gen người được giải trình tự lần đầu tiên vào năm 2001 và tính đến năm 2020 thì hàng trăm nghìn bộ gen đã được giải trình tự. Năm 2012, Dự án HapMap Quốc tế so sánh bộ gen của 1.184 cá nhân từ 11 quần thể và đã xác định được 1,6 triệu các đa hình đơn nucleotide (single nucleotide polymorphism). Quần thể châu Phi sở hữu số lượng dị biến di truyền riêng tư (private genetic variant) cao nhất. Trong khi nhiều dị biến ở các quần thể bên ngoài châu Phi cũng được tìm thấy ở các quần thể châu Phi, tuy nhiên vẫn có một số lượng lớn dị biến riêng biệt chỉ xuất hiện ở quần thể châu Đại Dương và châu Mỹ. Theo ước tính năm 2010, con người có khoảng 22.000 gen. Bằng phương pháp so sánh ADN ty thể (loại ADN chỉ được truyền qua dòng mẹ), các nhà di truyền học kết luận rằng tổ tiên nữ giới chung cuối cùng mang chỉ thị di truyền (genetic marker) của tất cả các cá thể người hiện đại chắc chắn đã sống cách đây khoảng 90.000-200.000 năm.

### Vòng đời

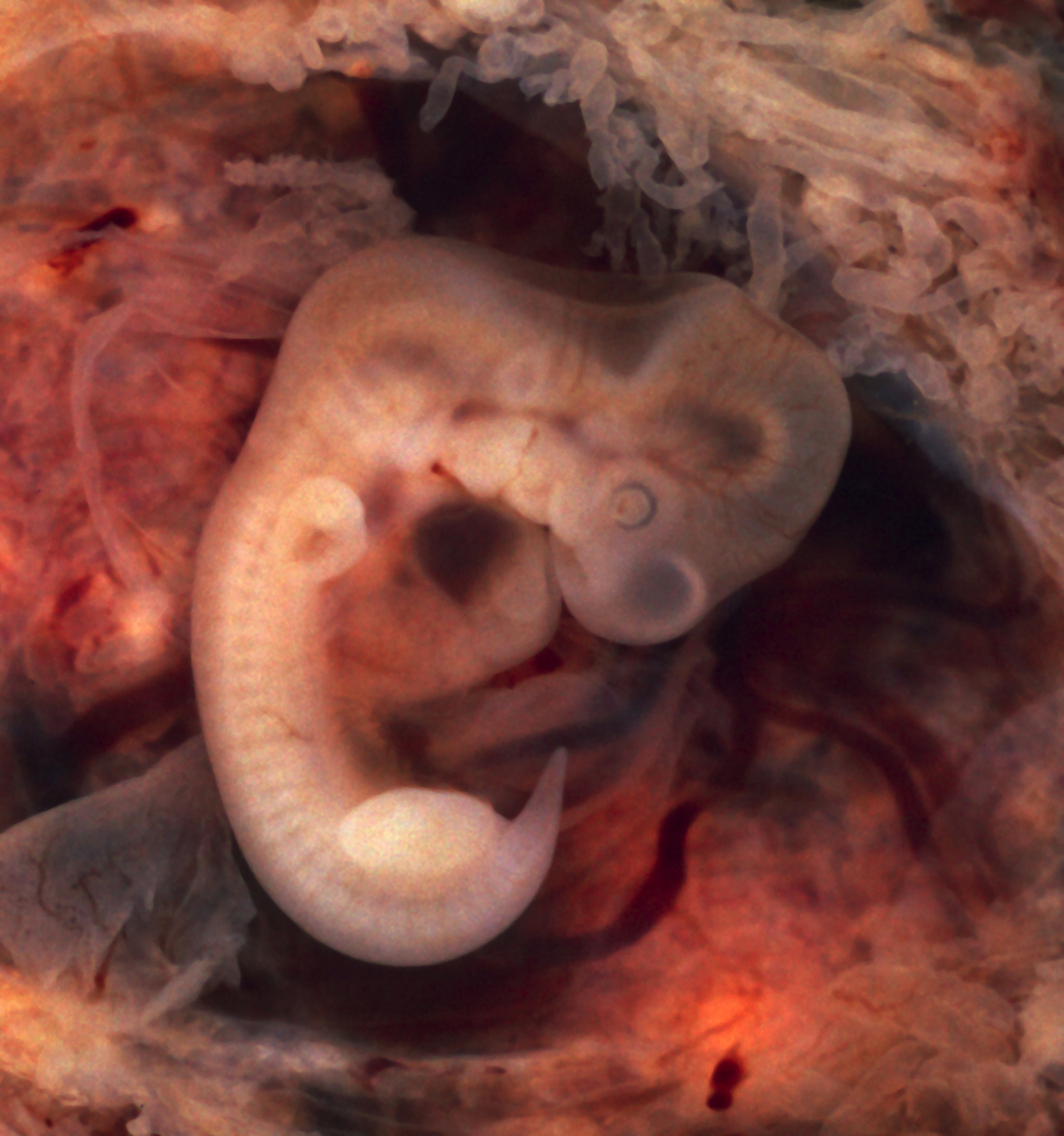
Phôi thai 5 tuần tuổi dài 10 mm

Sinh sản của con người bắt đầu với quá trình thụ tinh trong thông qua quan hệ tình dục, điều mà vào thời buổi hiện đại cũng có thể đạt được bằng công nghệ hỗ trợ sinh sản. Thời gian thai nghén trung bình ở phụ nữ là 38 tuần nhưng có thể sai lệch đến 37 ngày. Giai đoạn phôi thai kéo dài 8 tuần đầu; vào tuần thứ chín, phôi chuyển sang giai đoạn bào thai. Khởi phát chuyển dạ hoặc mổ lấy thai có thể được thực hiện nếu đứa trẻ cần được sinh ra sớm vì lý do y tế. Ở các nước phát triển, trẻ sơ sinh lúc mới chào đời thường nặng 3–4 kg (7–9 lb) và cao 47–53 cm (19–21 in). Tuy nhiên ở các nước đang phát triển, tình trạng nhẹ cân còn khá phổ biến, góp phần làm tăng nguy cơ tử vong ở trẻ.
So với những giống loài khác, việc sinh đẻ của con người rất nguy hiểm, có thể dẫn đến nhiều biến chứng và thậm chí tử vong. Kích thước phần đầu thai nhi loài người thường trùng khít với lỗ xương chậu không như các loài linh trưởng khác. Nguyên do của đặc điểm này chưa được hiểu hoàn toàn, song nó khiến cho quá trình rặn đẻ rất đau đớn và có thể kéo dài tới 24 tiếng hoặc hơn. Ở các nước giàu có trong thế kỷ 20, tỷ lệ sinh nở thành công tăng lên đáng kể nhờ các công cụ y tế mới. Trái lại, mang thai và sinh con không cần phụ sản ở những nước đang phát triển khiến nguy cơ người mẹ tử vong cao gấp 100 lần so với các nước phát triển.
Ở loài người, cả bố và mẹ đều tham gia vào quá trình nuôi nấng con nhỏ, trái ngược với các loài linh trưởng khác, thường chỉ riêng con cái đảm nhận công việc này. Trẻ con loài người bất lực khi mới chào đời, chúng tiếp tục phát triển trong vòng vài năm và trưởng thành sinh dục khi được khoảng 15-17 tuổi. Quãng đời người có thể được chia thành các giai đoạn/độ tuổi tùy thuộc vào tiêu chí phân loại (có khi được chia thành 3 giai đoạn, có khi lại là 12). Một số giai đoạn phổ biến bao gồm tuổi sơ sinh, tuổi thơ ấu, tuổi mới lớn, tuổi lớn và tuổi già. Độ dài các giai đoạn đời người khác nhau ở từng nền văn hóa và từng thời kỳ lịch sử nhất định, song có điểm chung là giai đoạn tăng trưởng nhảy vọt ở độ tuổi thanh thiếu niên. Phụ nữ mãn kinh và trở nên vô sinh vào khoảng năm 50 tuổi. Có nghiên cứu cho rằng hiện tượng mãn kinh giúp làm tăng độ thành công sinh sản tổng thể của phụ nữ, bởi lẽ nó cho phép họ dốc nhiều thời gian và nguồn lực hơn cho những đứa con hiện có, bao gồm cả những đứa cháu chắt (giả thuyết bà cố), thay vì tốn sức sinh đẻ khi về già.
Tuổi thọ con người phụ thuộc vào hai yếu tố chính, di truyền và lối sống. Vì nhiều lý do, bao gồm mặt sinh học/di truyền, phụ nữ bình quân sống thọ hơn nam giới khoảng 4 năm. Tính đến năm 2018, tuổi thọ trung bình toàn cầu của trẻ em gái được ước tính ở mức 74,9 tuổi, và của trẻ em trai  là 70,4 tuổi. Tuổi thọ con người cũng tùy thuộc vào khu vực địa lý, chủ yếu tương quan với sự phát triển kinh tế — chẳng hạn, tuổi thọ trung bình tại Hồng Kông là 87,6 đối với trẻ em gái và 81,8 đối với trẻ em trai; trong khi đó, tuổi thọ trung bình ở Cộng hòa Trung Phi là 55,0 đối với trẻ em gái và 50,6 tuổi đối với trẻ em trai. Nhìn chung thì nhân khẩu của các nước phát triển đang bị già hóa, với độ tuổi trung vị là khoảng 40 tuổi. Ở các nước đang phát triển, độ tuổi trung vị nhân khẩu nằm trong khoảng 15-20 tuổi. Ở châu Âu, cứ 5 người lại có 1 người trên 60 tuổi; còn ở châu Phi, cứ 20 người lại có 1 người trên 60 tuổi. Năm 2012, Liên Hợp Quốc ước tính dân số sống thọ hơn 100 tuổi trên khắp thế giới rơi vào khoảng 316.600 người.
| Các giai đoạn trong đời người | Các giai đoạn trong đời người        | Các giai đoạn trong đời người        | Các giai đoạn trong đời người  | Các giai đoạn trong đời người |
| ----------------------------- | ------------------------------------ | ------------------------------------ | ------------------------------ | ----------------------------- |
|                               |                                      |                                      |                                |                               |
|                               |                                      |                                      |                                |                               |
| Trẻ sơ sinh trai và gái       | Bé trai và bé gái trước tuổi dậy thì | Nam giới và nữ giới thanh thiếu niên | Đàn ông và phụ nữ trưởng thành | Đàn ông và đàn bà cao tuổi    |

### Chế độ ăn

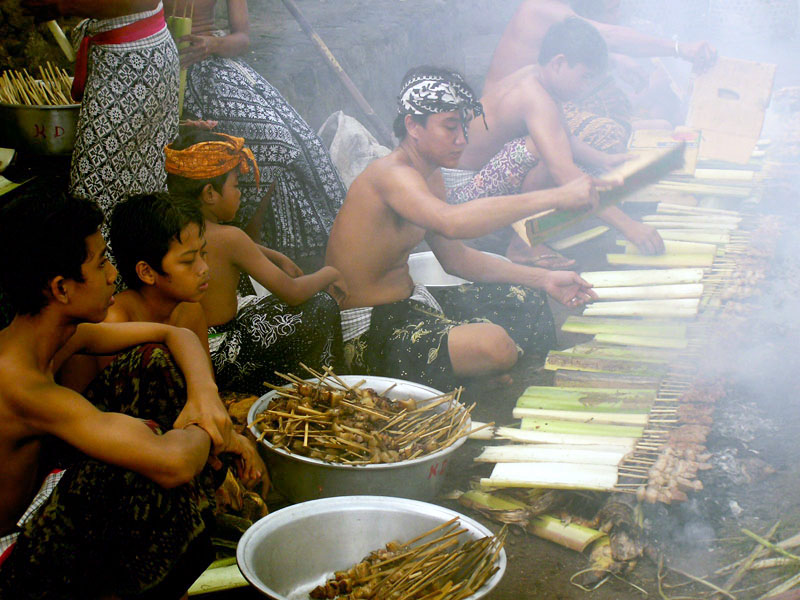
Cộng đồng người tại Bali, Indonesia, đang chuẩn bị một bữa ăn.

Con người là loài ăn tạp, có khả năng tiêu thụ nhiều loại thực vật và động vật. Các dân tộc người trên thế giới có những chế độ ăn riêng từ thuần thịt đến thuần chay. Chế độ ăn uống bị hạn chế có thể dẫn đến các bệnh lý suy dinh dưỡng ở người; tuy nhiên, các tộc người ổn định đã thích nghi với nhiều kiểu chế độ ăn thông qua sự chuyên biệt di truyền và các quy ước văn hóa nhằm cân bằng dưỡng chất từ thức ăn. Văn hóa thường phản ánh chế độ ăn của con người, và rốt cuộc đã dẫn đến sự phát triển của khoa học thực phẩm.

### Biến thiên sinh học

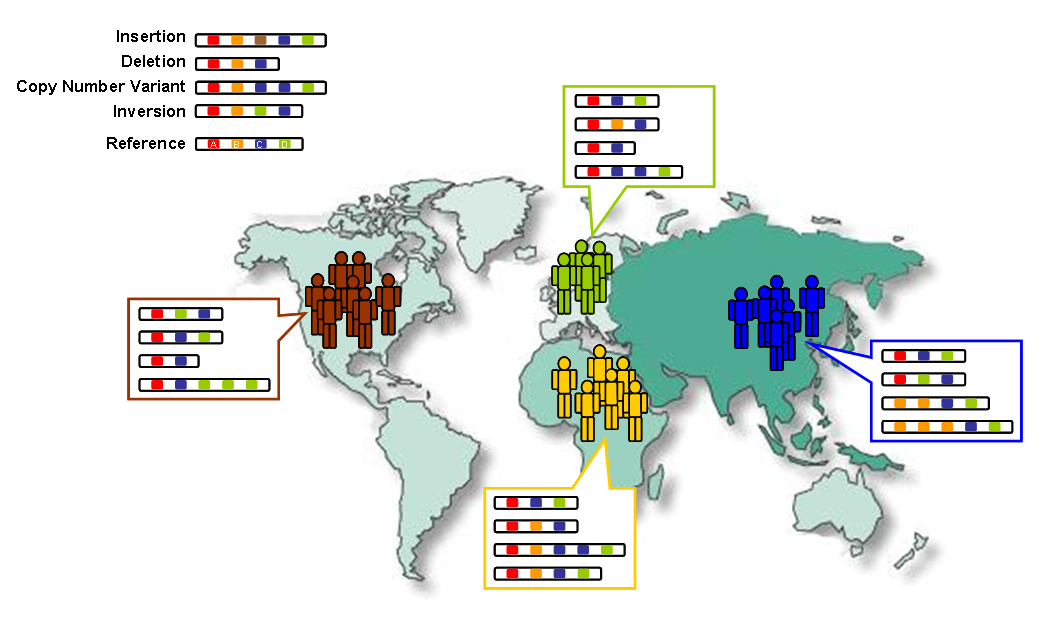
Các biến đổi về số lượng và thứ tự của các gen (A-D) tạo nên biến thiên di truyền có thể thấy trong và giữa các quần thể người

Sự khác biệt ở các tính trạng như nhóm máu, bệnh di truyền, đặc điểm sọ não, đặc điểm khuôn mặt, hệ cơ quan, màu mắt, kết cấu và màu tóc, chiều cao và dáng dấp, cũng như màu da, giữa từng cá nhân được gọi là sự biến thiên sinh học (biological variation). Chiều cao điển hình của người trưởng thành nằm trong khoảng từ 1,4 đến 1,9 m (4 ft 7 in đến 6 ft 3 in), nhưng còn phụ thuộc rất lớn vào giới tính, sắc tộc và huyết thống. Các gen ở người định đoạt một phần kích thước cơ thể, nhưng các yếu tố môi trường như chế độ ăn uống, vận động thể dục và giờ giấc đi ngủ cũng có tác động đáng kể.
Ta có bằng chứng cho thấy các quần thể người trên thế giới thích nghi di truyền với các yếu tố bên ngoài khác nhau tương ứng. Chẳng hạn, các gen cho phép người trưởng thành tiêu hóa đường lactose hiện diện thường xuyên hơn ở những quần thể có lịch sử thuần hóa gia súc lâu đời hoặc tiêu thụ nhiều sữa bò. Chứng thiếu máu hồng cầu hình liềm, có thể gia tăng sức chống đỡ đối với bệnh sốt rét, thường xuất hiện ở những quần thể sống ở nơi bệnh sốt rét đầy rẫy. Những quần thể sống lâu đời ở các vùng khí hậu đặc thù phát triển các kiểu hình cụ thể để thích nghi với điều kiện đó; ví dụ như tầm vóc thấp và chắc nịch ở vùng lạnh, cao gầy ở vùng nóng, và thể tích phổi lớn ở vùng núi cao. Ở mức độ cao hơn, quần thể người tại Bajau sống ngoài đại dương đã tiến hóa những đặc điểm cực kỳ độc đáo để có thể lặn tự do.
Tóc người có nhiều màu từ đỏ đến vàng, từ nâu đến đen, với màu đen xuất hiện với tần suất cao nhất. Màu tóc phụ thuộc vào số lượng hắc tố mà cơ thể sản sinh. Nồng độ hắc tố giảm dần theo tuổi tác, dẫn đến tóc bạc hoặc thậm chí trắng. Màu da người có thể biến thiên từ nâu đen đến hồng đào nhạt, hoặc thậm chí gần như trắng toát hoặc không màu nếu cá nhân mắc phải bạch tạng. Màu da có xu hướng thay đổi theo khí hậu và nói chung tương quan theo mức độ bức xạ cực tím ở khu vực địa lý nhất định, với các quần thể có da sẫm màu phân bố chủ yếu ở đường xích đạo. Sạm da có lẽ hình thành để chống chọi với bức xạ cực tím của Mặt Trời. Trái lại thì sắc tố da sáng màu hình thành để đối phó với sự thiếu hụt vitamin D, vốn được cơ thể người tự tổng hợp nếu có ánh sáng Mặt Trời. Da người cũng có khả năng sạm màu khi phơi bày trước bức xạ cực tím (thường gọi là da rám nắng).

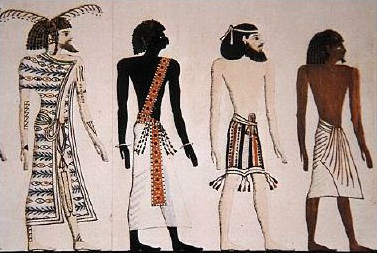
Một người Libya, một người Nubia, một người Syria, và một người Ai Cập được minh họa trên bức tranh tường tại lăng mộ Seti I.

Có tương đối ít sự khác biệt giữa các quần thể địa lý của con người, và hầu hết các biến thiên sinh học chỉ dừng ở cấp cá thể. Phần lớn sự biến thiên đó mang tính liên tục mà không có ranh giới phân định rõ ràng. Dữ liệu di truyền đã chứng minh rằng dù cho ta có phân chia loài người thành các nhóm chủng tộc thế nào đi chăng nữa, thì hai người từ cùng một nhóm chủng tộc cũng khác biệt nhau giống như hai người từ bất kỳ hai nhóm chủng tộc khác nhau nào. Các quần thể da sẫm màu ở Châu Phi, Úc và Nam Á không có quan hệ họ hàng gần với nhau.
Nghiên cứu di truyền đã cho thấy các quần thể người bản địa của Châu Phi đa dạng nhất về mặt di truyền và sự đa dạng di truyền giảm dần theo khoảng cách di cư tính từ Châu Phi, rất có thể là hậu quả của một sự kiện thắt cổ chai dân số trong lịch sử di cư của loài người. Những quần thể ngoài châu Phi hấp thụ đầu vào di truyền mới thông qua việc giao phối với các quần thể người cổ địa phương, và họ có thành phần di truyền Neanderthal và Denisova cao hơn so với các quần thể ở châu Phi, song gen Neanderthal ở các quần thể châu Phi có lẽ bị đánh giá thấp hơn mức thực tế. Hơn nữa, các nghiên cứu gần đây đã phát hiện rằng các quần thể người ở châu Phi cận Sahara, và đặc biệt là Tây Phi, sở hữu các biến thể di truyền tổ tiên vốn tồn tại trước loài người hiện đại (về mặt giải phẫu) và đã tiêu biến ở hầu hết các quần thể ngoài châu Phi. Số gen tổ tiên này được cho là bắt nguồn từ sự lai tạp với một hominin cổ xưa chưa xác định đã phân tách trước khi dòng dõi Neanderthal chia cắt khỏi dòng dõi người hiện đại.
Con người là loài vật phân hóa giới tính, chia thành nam giới và nữ giới. Mức độ biến thiên di truyền giữa hai giới loài người rất đáng kể. Trong khi sự biến thiên di truyền nucleotide giữa các cá thể cùng giới tính trong các quần thể toàn cầu không vượt quá 0,1% –0,5%, thì sự khác biệt di truyền giữa nam và nữ đạt ít nhất từ 1-2%. Nam giới trung bình nặng hơn 15% và cao hơn 15 cm (6 in) so với nữ giới. Nhìn chung, nhờ vào lượng cơ bắp nhiều hơn và kích cỡ sợi cơ lớn hơn của nam giới, họ sở hữu phần thân trên khỏe hơn 40–50% cũng như phần thân dưới khỏe hơn 20–30% khi so với nữ giới trung bình ở cùng hạng cân. Nữ giới bình quân có tỷ lệ mỡ cơ thể cao hơn nam giới. Ngoài ra, nữ giới có làn da sáng màu hơn nam giới trong cùng một quần thể; sở dĩ bởi phụ nữ hấp thụ nhiều vitamin D hơn trong thời kỳ thai nghén và cho con bú. Bởi sự khác biệt nhiễm sắc thể giữa nam giới và nữ giới này, một số bệnh tật liên quan đến nhiễm sắc thể X và Y chỉ ảnh hưởng một giới tính nhất định. Cũng do khối lượng và thể tích khác nhau, giọng nam thường trầm hơn giọng nữ một quãng tám. Hầu hết phụ nữ đều sống thọ hơn đàn ông trong mọi quần thể trên thế giới.

## Tâm lý

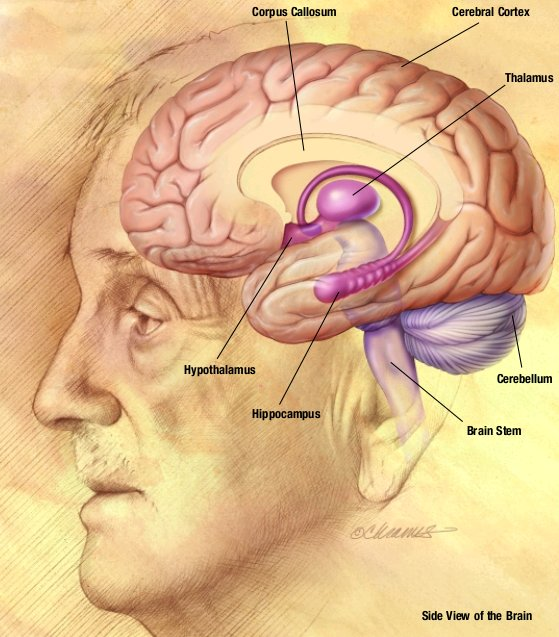
Hình minh họa não người, biểu diễn một số cấu trúc quan trọng

Não người là tiêu điểm của hệ thần kinh trung ương, có khả năng điều khiển hệ thần kinh ngoại biên. Ngoài chức năng kiểm soát các hoạt động "cấp thấp", tức các hoạt động không tùy ý hoặc khái yếu tự chủ, như hô hấp hoặc tiêu hóa; bộ não còn là trung tâm điều khiển các hoạt động "cấp cao" như tư duy, lý luận và trừu tượng. Các quá trình nhận thức này cấu thành tâm trí và sinh ra các hành vi hệ quả, đều là những vấn đề được ngành tâm lý học nghiên cứu.
Con người có vỏ não trán trước lớn và phát triển hơn so với các loài linh trưởng khác, một phân khu não bộ liên hệ đến khả năng nhận thức cấp cao. Điều này đã khiến con người tự cho mình thông minh hơn bất kỳ giống loài nào khác. Xác định trí thông minh một cách khách quan là một điều rất khó có thể làm được, bởi động vật cũng có các giác quan thích nghi vượt trội hơn so với sở trường của con người.
Con người sở hữu một số đặc điểm, mà không nhất thiết độc đáo, giúp tách biệt họ khỏi giới động vật. Chẳng hạn, con người có lẽ là động vật duy nhất có trí nhớ từng hồi và có khả năng "du hành thời gian tâm trí" (mental time travel). Ngay cả khi so sánh với các loài động vật xã hội khác, con người có mức độ linh hoạt cao bất thường trong biểu cảm khuôn mặt. Tới nay, con người là loài động vật duy nhất khóc khi xúc động. Con người là một trong số ít động vật có thể tự nhận ra mình trong bài kiểm tra gương. Khẳng định con người là động vật duy nhất có lý thuyết tâm trí hiện đang bị tranh cãi.

### Ngủ và mơ
Con người thường sinh hoạt vào ban ngày. Nhu cầu ngủ thường nhật của con người là 7-9 tiếng đối với người lớn, 9-10 tiếng đối với trẻ em và 6-7 tiếng đối với người già. Tuy nhiên, con người hay ngủ không đủ giấc mặc dù điều đó gây ra nhiều hệ lụy khôn lường đến sức khỏe. Theo nghiên cứu của Đại học Pennsylvania (2009), các nhà nghiên cứu giới hạn giấc ngủ của các đối tượng chỉ 4 tiếng/ngày và tìm thấy tương quan với những thay đổi về sinh lý lẫn thần kinh, bao gồm suy giảm trí nhớ, mệt mỏi, cáu giận và khó chịu toàn thân.
Con người mơ khi ngủ, một hiện tượng tâm trí cho họ những trải nghiệm hình ảnh và âm thanh giống như thật. Mơ được kích thích bởi các cầu não (pons) và chủ yếu diễn ra ở giai đoạn ngủ REM. Thời lượng giấc mơ biến thiên từ vài giây đến 30 phút. Con người mơ 3-5 lần mỗi đêm, đôi khi có có thể lên đến 7 lần mỗi đêm. Hầu hết các giấc mơ đều bị lãng quên ngay lập tức hoặc nhanh chóng khi tỉnh dậy, nhưng nếu người ngủ đang ở giai đoạn REM mà bị đánh thức thì khả năng giấc mơ được lưu lại sẽ cao hơn. Các sự kiện trong giấc mơ nói chung nằm ngoài tầm kiểm soát của người mơ, ngoại trừ khi mơ giấc mơ sáng suốt.. Những giấc mộng đôi lúc khởi phát các ý tưởng sáng tạo hoặc truyền cảm hứng cho người mơ.

### Ý thức và tư duy
Nói theo cách đơn giản nhất, ý thức con người là "cảm tính hoặc nhận thức về sự hiện hữu nội tại hoặc ngoại tại". Bất chấp hàng thế kỷ các triết gia và các nhà khoa học đã phân tích, định nghĩa, lý giải và tranh luận về nan đề này, ý thức vẫn còn là điều khó hiểu bị bàn cãi, có thể coi là "khía cạnh quen thuộc nhất và bí ẩn nhất trong cuộc sống của ta". Trực giác về sự tồn tại của ý thức là điều duy nhất được hầu hết mọi người đồng ý.

## Văn hóa
Bộ kỹ năng trí tuệ chưa từng có tiền lệ trong tự nhiên của loài người là nhân tố then chốt dẫn đến sự diễn tiến công nghệ và sự chiếm lĩnh sinh quyển đồng phát như ta thấy hiện nay. Không kể những loài hominid đã tuyệt chủng, con người là động vật duy nhất có thể truyền dạy các thông tin tổng quát, triển khai bẩm sinh phương pháp nhúng đệ quy để tạo câu cú và giao tiếp những khái niệm phức tạp, hiểu "vật lý thường thức" để thiết kế được các công cụ hữu dụng, và nấu thức ăn trong hoang dã. Giảng dạy và học hỏi là phương thức bảo tồn bản sắc văn hóa và dân tộc của các xã hội loài người. Những đặc điểm và hành vi có thể coi là độc nhất của con người bao gồm khởi lửa, kiến tạo âm vị và sản xuất thanh âm.

### Nghệ thuật

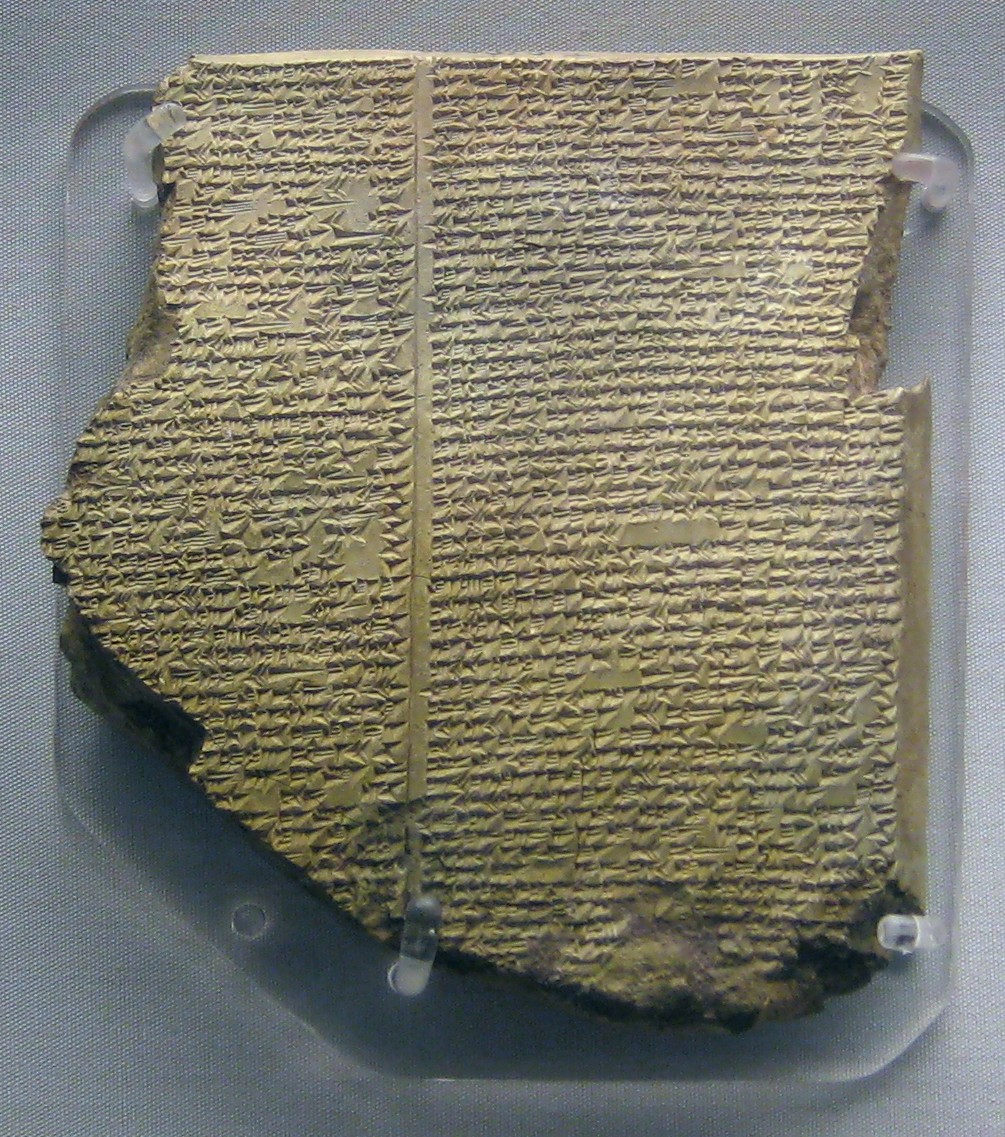
Bản ký đại hồng thủy trong Sử thi Gilgamesh tiếng Akkad cổ

Nghệ thuật của con người có các hình thức bao gồm thị giác, văn học và biểu diễn. Nghệ thuật thị giác bao gồm tranh vẽ, điêu khắc, phim ảnh, thiết kế tương tác và kiến trúc. Nghệ thuật văn học bao gồm văn xuôi, thơ và kịch; nghệ thuật biểu diễn nói chung bao gồm sân khấu, âm nhạc và khiêu vũ. Con người thường kết hợp nhiều hình thức lại với nhau (ví dụ, video âm nhạc). Một số hình thức được xem như mang phẩm chất nghệ thuật chẳng hạn ẩm thực, trò chơi điện tử và nghề dược. Ngoài việc cung cấp giải trí và lan truyền kiến thức, nghệ thuật còn được sử dụng cho các mục đích chính trị.
Nghệ thuật là một đặc tính độc nhất ở con người và có bằng chứng chỉ đến mối liên hệ giữa sự sáng tạo và ngôn ngữ. Bằng chứng sớm nhất của nghệ thuật là những bản khắc vỏ sò được Homo erectus tạo ra 300.000 năm trước khi con người hiện đại tiến hóa. Bằng chứng sớm nhất về nghệ thuật của H. sapiens là đồ trang sức và hình vẽ được tìm thấy trong các hang động ở Nam Phi có niên đại cách đây ít nhất 75.000 năm. Có nhiều giả thuyết khác nhau về việc tại sao con người phát triển nghệ thuật, có lẽ nó cho phép họ giải quyết vấn đề tốt hơn, cung cấp cho họ phương tiện để kiểm soát hoặc ảnh hưởng đến người xung quanh, khuyến khích sự hợp tác và đóng góp trong xã hội của họ hoặc tăng cơ hội thu hút bạn đời tiềm năng của họ. Trí tưởng tượng của con người được rèn rũa thông qua nghệ thuật, kết hợp với logic có lẽ đã mang lại cho loài người sơ khai một lợi thế tiến hóa nhất định.
Bằng chứng về âm nhạc của người có niên đại sớm hơn tranh hang động, và cho đến nay thì âm nhạc là đặc điểm xuất hiện ở mọi nền văn hóa loài người. Tồn tại rất nhiều thể loại âm nhạc và còn biến thiên theo từng dân tộc; khả năng âm nhạc của con người thường sẽ ngụ ý sự tồn tại của những khả năng cấp cao khác ở người, chẳng hạn như hành vi xã hội phức tạp. Một nghiên cứu năm 2014 đã phát hiện rằng: khi nghe nhạc, não người sẽ đồng bộ với nhịp điệu của bản nhạc đó hay chính là lúc một cá nhân dậm chân theo nhịp điệp, gọi theo thuật ngữ là sự cuốn theo (entrainment). Khiêu vũ cũng là một hình thức biểu đạt của con người xuất hiện ở tất cả các nền văn hóa và có lẽ đã phát sinh như một cách giúp con người sơ khai giao tiếp. Nghe nhạc và quan sát điệu nhảy sẽ kích thích vỏ não trán-ổ mắt và các vùng tiếp nhận khoái cảm của não.
Không giống như nói, đọc và viết không được thụ đắc tự nhiên mà phải được truyền dạy. Tuy nhiên, tự sự đã có mặt trước cả từ viết và ngôn ngữ nói miệng, bằng chứng là những bức tranh tường 30.000 năm tuổi bên trong các hang động thuật lại một loạt các cảnh tượng. Một trong những tác phẩm văn học cổ nhất còn sót lại là Sử thi Gilgamesh, được khắc lần đầu tiên trên các bia ký Babylon cổ cách đây khoảng 4.000 năm. Mục đích của văn không đơn thuần là truyền lại kiến thức, việc sử dụng và chia sẻ những hư cấu tưởng tượng thông qua các câu truyện có lẽ đã giúp con người phát triển khả năng giao tiếp và thu hút bạn tình. Kể chuyện cũng là một cách cung cấp cho thính giả những bài học đạo đức và khuyến khích sự tương thân tương ái.

## Chú giải
1. ↑  Thống kê dân số thế giới và mật độ dân số được cập nhật tự động bởi các bản mẫu lấy số liệu từ CIA World Factbook và United Nations World Population Prospects.[88][89]
2. ↑  Các thành phố trên 10 triệu người tính vào năm 2018.[90]
3. ↑  Giả thuyết truyền thống cho rằng đây là sản phẩm của sự mâu thuẫn giữa các áp lực tiến hóa tạo nên sự-đi-đứng-bằng-hai-chân và sự tăng trưởng kích thước não (còn gọi là nghịch lý sản khoa), song các nghiên cứu hiện tại cho rằng lời giải thích phức tạp hơn thế.[164][165]